# Campionati francesi di ski cross 2017
I Campionati francesi di ski cross 2017 si sono svolti a Saint-François-Longchamp l'11 marzo. Il programma ha incluso sia la gara femminile che la gara maschile. 
Trattandosi di competizioni valide anche ai fini del punteggio FIS, vi hanno partecipato anche sciatori di altre federazioni, senza che questo consentisse loro di concorrere al titolo nazionale francese.

## Risultati

### Uomini
| Pos. | Atleta                    | Nazione |
| ---- | ------------------------- | ------- |
| 1    | Andrea Tonon              | Italia  |
| 2    | Otto Hult                 | Svezia  |
| 3    | Youri Duplessis Kergomard | Francia |
| 4    | Morgan Guipponi Barfety   | Francia |
| 5    | Jonathan Midol            | Francia |

### Donne
| Pos. | Atleta           | Nazione  |
| ---- | ---------------- | -------- |
| 1    | Lisa Anderson    | Svezia   |
| 2    | Laury Murullaz   | Francia  |
| 3    | Celia Funkler    | Germania |
| 4    | Amelie Schneider | Francia  |
| 5    | Veronica Edebo   | Svezia   |
| 6    | Melina Robl      | Germania |
| 7    | Noelie Berard    | Francia  |